# Armeria leonis
Armeria leonis är en triftväxtart som beskrevs av fader Sennen. Armeria leonis ingår i släktet triftar, och familjen triftväxter. Inga underarter finns listade i Catalogue of Life.